# 5297 Шинкель
5297 Шинкель (5297 Schinkel) — астероїд головного поясу, відкритий 29 вересня 1973 року.
Тіссеранів параметр щодо Юпітера — 3,600.